# Galloromma kachinensis
Galloromma kachinensis is een vliesvleugelig insect uit de familie Gallorommatidae. De wetenschappelijke naam is voor het eerst geldig gepubliceerd in 2007 door Engel & Grimaldi.